# Taeniodera ditissima
Taeniodera ditissima är en skalbaggsart som beskrevs av Bates 1889. Taeniodera ditissima ingår i släktet Taeniodera och familjen Cetoniidae. Inga underarter finns listade i Catalogue of Life.